# Tempe Colles
I Tempe Colles sono una struttura geologica della superficie di Marte.